# Chola cuencana (canción)
Chola cuencana es una canción en tono de pasacalle compuesta por el músico ecuatoriano Rafael Carpio Abad en agosto de 1949, con letra del poeta ecuatoriano Ricardo Darquea Granda. El tema, cuyo título referencia el apelativo usado para designar a las mujeres mestizas de Cuenca, es una de las canciones más representativas de la ciudad, considerada como un segundo himno de la urbe.
Carpio compuso la canción mientras trabajaba como pianista en radio El Mercurio. Para la letra tomó las dos primeras estrofas del poema Alma de España, escrito en 1947 por Ricardo Darquea Granda.
La tumba de Rafael Carpio Abad, ubicada en el Cementerio Patrimonial de Cuenca, cuenta con un grabado de la partitura original de la canción.